# Conrad Albrecht
Pour les articles homonymes, voir Albrecht.
Conrad Albrecht (7 octobre 1880 à Brême – 18 août 1969 à Hambourg) était un amiral allemand au cours de la Seconde Guerre mondiale.

## Débuts
Albrecht entra dans la Kaiserliche Marine le 10 avril 1899 en tant que cadet de la marine (Seekadett), où il effectue sa formation de base sur le SMS Stosch. En mars 1909, il fut promu Kapitänleutnant. Avec le déclenchement de la Première Guerre mondiale, il devient commandant d'une flottille de torpilleurs dans les Flandre. En octobre 1916, il fut promu Korvettenkapitän. En janvier 1917, il devint commandant de la flottille Zerstörer Flandern, poste qu'il occupa jusqu'au 31 octobre 1918.

## Entre-deux-guerres
Albrecht servit dans l'état-major de la station navale de la mer Baltique (de) jusqu'au 12 mars 1920. Puis, jusqu'en septembre 1920, il prit le commandement de la 1re flottille de dragueurs de mines de la mer Baltique et, jusqu'au 27 mars 1923, de la 1re flottille. Il fut promu Fregattenkapitän le 28 mars 1923 et devient commandant de l'arsenal naval de Kiel. Le 1er mai 1925, il fut promu à Kapitän zur See et affecté à la station maritime de la mer Baltique en tant que chef d'état-major. En décembre 1928, il devint commandant du Marineoffizierspersonalabteilung (administration du personnel des officiers de marine) du quartier général de la Marine. Il fut élevé à Konteradmiral le 1er avril 1930 et, le 29 septembre, Albrecht fut nommé commandant de la Force de reconnaissance navale.
Le 1er octobre 1932, il fut promu Vizeadmiral et nommé commandant de la station maritime de la mer Baltique, poste qu'il occupe jusqu'au 4 juillet 1935. Le 1er décembre, Albrecht est nommé amiral et devient commandant du commandement de la région de la mer Baltique. En 1939, il est promu Generaladmiral. Il dirigea les opérations de la Kriegsmarine pendant l'invasion de la Pologne avant de partir à la retraite le 31 décembre 1939.

## Décorations
- Ordre de Saint-Olaf, Croix de chevalier de première classe
- Ordre du Sauveur, Chevalier de la Croix d'Or
- Ordre de la Couronne d'Italie, Classe d'officier
- Ordre de l'Aigle rouge de 4e classe
- Croix de fer (1914) de 2e et de 1re classe
- Ordre de Hohenzollern, Croix de chevalier avec épées
- Croix du prix du service prussien
- Croix de Frédéric-Auguste de 2e et de 1re classe
- Croix hanséatique de Brême